# Confessionnalisme (courant littéraire)
 (août 2024).
Si vous disposez d'ouvrages ou d'articles de référence ou si vous connaissez des sites web de qualité traitant du thème abordé ici, merci de compléter l'article en donnant les références utiles à sa vérifiabilité et en les liant à la section « Notes et références ».
Pour les articles homonymes, voir Confessionnalisme.
Le terme de confessionnalisme se réfère à un genre de poésie marquant aux États-Unis dans les années 1960 et 1970. Cette appellation est encore employée aujourd'hui aux États-Unis, mais généralement avec une connotation péjorative, pour désigner des poèmes faisant état d'expériences personnelles dans un style négligé.

## Auteurs
Les poètes classés comme confessionnalistes tirent leur inspiration de leur vécu personnel. Souvent maîtres dans l'art de la versification, ils ont pour principal sujet littéraire leur propre vie, leurs traumatismes personnels. Parmi les poètes apparus dans les années 1950, deux des plus grandes représentantes du confessionnalisme sont Sylvia Plath et Anne Sexton. Bon nombre des œuvres de John Berryman sont considérées comme confessionnalistes, et Robert Lowell est unanimement reconnu comme le maître incontesté de ce courant. On trouve en outre une parenté flagrante avec le confessionnalisme dans les œuvres des poètes de la Beat generation des années 1950 et 1960, notamment Allen Ginsberg.
- T. S. Eliot (1888-1965)
- Ezra Pound (1885-1972)
- Theodore Roethke (1908-1963)
- John Berryman (1914-1972)
- Robert Lowell (1917-1977)
- Maxine Kumin (1925-2014)
- Allen Ginsberg (1926-1997)
- W. D. Snodgrass (1926-2009)
- Anne Sexton (1928-1974)
- Sylvia Plath (1932-1963)
- Diane Wakoski (1937-)

## Thématiques
De nombreux poètes confessionnalistes explorent dans leurs œuvres des thèmes liés à la folie. Même si la plupart des confessionnalistes des années 1950 et 1960 se connaissaient et se fréquentaient, ils n'ont jamais cherché à s'identifier au sein d'un courant littéraire distinct. L'appellation « confessionnalisme » a été élaborée et appliquée à ce mouvement dans les années 1970.